# Notícias ao Minuto
O Notícias ao Minuto é um jornal online português de vocação generalista e especializado em informação de última hora. Foi lançado em 12 de agosto de 2012.

## História
A New AdVentures lançou, em 2012, o Notícias ao Minuto, um órgão de comunicação social nativo digital, orientado para informação de última hora, matriz que mantém até hoje. O projeto, que rompia com o conceito de jornalismo mais tradicional, rapidamente viria a vingar, passando a pontuar nos lugares cimeiros do ranking que monitoriza os sites de informação mais visitados em Portugal. Atualmente, soma mais de 1 milhão de sessões diárias.
O Notícias ao Minuto procura ser o primeiro a informar, com rigor, tendo como lema que os seus leitores sejam os primeiros a saber o que de mais relevante se passa na atualidade.
Com várias newsletters diárias e uma forte presença nas redes sociais, o Notícias ao Minuto é hoje uma referência na área da informação, vindo a ser sucessivamente eleito Escolha do Consumidor na categoria de Imprensa Online, título que renovou em 2024 e que arrecada há oito anos consecutivos.
Também em 2024, a aplicação do Notícias ao Minuto recebeu o prémio Produto do Ano na categoria App de Notícias.

## Prémios
Em 2017, o Notícias ao Minuto foi eleito pela primeira vez Escolha do Consumidor na categoria de Imprensa Online, prémio que conquistou novamente nos anos de 2018, 2019, 2020, 2021, 2022, 2023 e 2024.
Em 2019 e em 2022, arrecadou também o Prémio Cinco Estrelas na mesma categoria.
Em 2024, a aplicação do Notícias ao Minuto, alvo de recente remodelação, recebeu o prémio Produto do Ano na categoria App de Notícias.

## Controvérsias
Em 2020, a página do Facebook Os Truques da Imprensa Portuguesa e o site Comunidade Cultura e Arte revelaram que Patrícia Martins de Carvalho, que a 28 de novembro do ano anterior tinha sido anunciada em Diário da República como assessora de comunicação do líder e então deputado único do CHEGA, André Ventura, tinha assinado mais de cem artigos sobre as atividades de Ventura durante o ano de 2019 no Notícias ao Minuto, sendo questionada a integridade de Patrícia Martins de Carvalho enquanto jornalista.